# Campeonato Argentino de Futsal Femenino
El Campeonato Argentino de Fútbol de Salón Femenino, más conocido como Campeonato Argentino de Futsal Femenino y también como Campeonato Argentino de Selecciones Femenino, es la máxima competición de selecciones provinciales de futsal de Argentina en la rama femenina. Es organizado por la Confederación Argentina de Fútbol de Salón (CAFS) y compiten las selecciones femeninas de las asociaciones y federaciones provinciales afiliadas a la CAFS.

## Campeonatos
Todos los campeones y subcampeones del Campeonato Argentino de Fútbol de Salón Femenino.
| Año  | Edición                                                                  | Sede                                                                     | Campeón                                                                  | Final Resultado                                                          | Subcampeón                                                               | Tercer lugar                                                             | Resultado                                                                | Cuarto lugar                                                             |
| ---- | ------------------------------------------------------------------------ | ------------------------------------------------------------------------ | ------------------------------------------------------------------------ | ------------------------------------------------------------------------ | ------------------------------------------------------------------------ | ------------------------------------------------------------------------ | ------------------------------------------------------------------------ | ------------------------------------------------------------------------ |
| 2013 | ?                                                                        |                                                                          |                                                                          |                                                                          |                                                                          |                                                                          |                                                                          |                                                                          |
| 2014 | ?                                                                        |                                                                          |                                                                          |                                                                          |                                                                          |                                                                          |                                                                          |                                                                          |
| 2015 | ?                                                                        |                                                                          |                                                                          |                                                                          |                                                                          |                                                                          |                                                                          |                                                                          |
| 2016 | ?                                                                        |                                                                          |                                                                          |                                                                          |                                                                          |                                                                          |                                                                          |                                                                          |
| 2017 | ?                                                                        |                                                                          |                                                                          |                                                                          |                                                                          |                                                                          |                                                                          |                                                                          |
| 2018 | ?                                                                        |                                                                          |                                                                          |                                                                          |                                                                          |                                                                          |                                                                          |                                                                          |
| 2019 | ?                                                                        |                                                                          |                                                                          |                                                                          |                                                                          |                                                                          |                                                                          |                                                                          |
| 2020 | No hubo competencias oficiales por la Pandemia de COVID-19 en Argentina. | No hubo competencias oficiales por la Pandemia de COVID-19 en Argentina. | No hubo competencias oficiales por la Pandemia de COVID-19 en Argentina. | No hubo competencias oficiales por la Pandemia de COVID-19 en Argentina. | No hubo competencias oficiales por la Pandemia de COVID-19 en Argentina. | No hubo competencias oficiales por la Pandemia de COVID-19 en Argentina. | No hubo competencias oficiales por la Pandemia de COVID-19 en Argentina. | No hubo competencias oficiales por la Pandemia de COVID-19 en Argentina. |
| 2021 | No hubo competencias oficiales por la Pandemia de COVID-19 en Argentina. | No hubo competencias oficiales por la Pandemia de COVID-19 en Argentina. | No hubo competencias oficiales por la Pandemia de COVID-19 en Argentina. | No hubo competencias oficiales por la Pandemia de COVID-19 en Argentina. | No hubo competencias oficiales por la Pandemia de COVID-19 en Argentina. | No hubo competencias oficiales por la Pandemia de COVID-19 en Argentina. | No hubo competencias oficiales por la Pandemia de COVID-19 en Argentina. | No hubo competencias oficiales por la Pandemia de COVID-19 en Argentina. |
| 2022 | ?                                                                        |                                                                          |                                                                          |                                                                          |                                                                          |                                                                          |                                                                          |                                                                          |
| 2023 | ?                                                                        | Paraná                                                                   | Mendoza                                                                  | 4-1                                                                      | Paraná                                                                   |                                                                          |                                                                          |                                                                          |
| 2024 | ?                                                                        | Posadas                                                                  | Mendoza                                                                  | 3-0                                                                      | Comodoro Rivadavia                                                       | Corrientes                                                               | 2-2 (3-1) (p.)                                                           | Tucumán                                                                  |
| 2025 | ?                                                                        | Mendoza                                                                  | Mendoza                                                                  | 1-0                                                                      | Tucumán                                                                  |                                                                          |                                                                          |                                                                          |
| 2026 | ?                                                                        | Por disputarse                                                           | Por disputarse                                                           | Por disputarse                                                           | Por disputarse                                                           | Por disputarse                                                           | Por disputarse                                                           | Por disputarse                                                           |

## Palmarés

### Títulos por selecciones
| Selección | Campeón | Subcampeón | Tercer lugar | Cuarto lugar |
| --------- | ------- | ---------- | ------------ | ------------ |
|           |         |            |              |              |
|           |         |            |              |              |

### Títulos por provincias
| Provincia | Campeón | Subcampeón | Tercer lugar | Cuarto lugar |
| --------- | ------- | ---------- | ------------ | ------------ |
|           |         |            |              |              |
|           |         |            |              |              |